# Andrew Curry
Andrew Curry es un actor y comediante australiano, conocido por interpretar a Laurence Woodhouse en la serie Neighbours.

## Biografía
Andrew es hermano de los actores Stephen Curry y de Bernard Curry, también tiene una hermana llamada Margaret Curry.

## Carrera
Del 2000 al 2002 se unió como personaje recurrente a la exitosa serie australiana Neighbours donde interpretó al problemático Larry "Woody" Steven Woodhouse, el novio de Stephanie Scully. En septiembre del 2010 iterpretó de nuevo brevemente a Larry en la exitosa serie.
En el 2007 apareció en la serie policíaca City Homicide donde interpretó a Liam Callaghan.
En el 2008 apareció como invitado en la serie policíaca Rush donde interpretó a un investigador, ese mismo año apareció en la serie Satisfaction donde dio vida a Thomas Silk.
En el 2012 se unió al elenco recurrente de la serie dramática Conspiracy 365 donde interpretó al asesino, Kelvin hasta el final de la serie ese mismo año.

## Filmografía
Series de televisión
| Año               | Título                           | Personaje               | Notas                       |
| ----------------- | -------------------------------- | ----------------------- | --------------------------- |
| 2012              | Conspiracy 365                   | Kelvin                  | 10 episodios                |
| 2012              | Offspring                        | Matt                    | episodio # 3.9              |
| 2011              | Killing Time                     | Detective Newman        | episodio # 1.5              |
| 2000 - 2002, 2010 | Neighbours                       | Larry "Woody" Woodhouse | 29 episodios                |
| 2008              | Rush                             | MC Investigador         | episodio # 1.1              |
| 2008              | Satisfaction                     | Thomas Silk             | episodio "Paying for It"    |
| 2007              | City Homicide                    | Liam Callaghan          | episodio "Raising the Dead" |
| 2005              | Let Loose Live                   | Varios Personajes       | 2 episodios                 |
| 1999 - 2004       | Blue Heelers                     | Andrew Paterson         | 5 episodios                 |
| 2003              | Stingers                         | Corey Fletcher          | episodio "Aftershocks"      |
| 2003              | Welcher & Welcher                | Article Clerk           | episodio "Adam's Rib"       |
| 2002              | The Secret Life of Us            | Pete Peterson           | episodio "Sweet Revenge"    |
| 2002              | Flipside                         | Varios Personajes       | 8 episodios                 |
| 2000              | Something in the Air             | Shaun Graves            | 3 episodios                 |
| 1998 - 2000       | The Games                        | Kid Curry               | 3 episodios                 |
| 1999              | The Adventures of Lano & Woodley | German Beardo           | episodio "Game Show God"    |
| 1998              | State Coroner                    | Dean Andrews            | episodio "Into the Fire"    |
| 1995              | Snowy River: The McGregor Saga   | Minero # 1              | episodio "Blind Faith"      |

Películas
| Año  | Título                   | Personaje     | Notas                                                            |
| ---- | ------------------------ | ------------- | ---------------------------------------------------------------- |
| 2011 | The Cup                  | Ray Oliver    | junto a su hermano Stephen Curry, Rodger Corser & Shaun Micallef |
| 2007 | Botton Dollar            | Dougie        | -                                                                |
| 2006 | BoyTown                  | Piloto        | -                                                                |
| 2002 | The Inside Story         | Dean Olsen    | junto a Kate Oliver                                              |
| 2002 | Size Des Matter          | -             | junto a Eliza Szonert                                            |
| 2002 | The Merchant of Fairness | Luke          | junto a Kestie Morassi                                           |
| 1999 | Witch Hunt               | Oficial Grady | -                                                                |
| 1997 | Road to Nhill            | Geoff         | junto a Tony Barry                                               |
| 1994 | Point of No Return       | Jimmy         | junto a Marcus Graham, Nikki Coghill & Doug Bowles               |

Escritor
| Año  | Título             | Notas                                                                         |
| ---- | ------------------ | ----------------------------------------------------------------------------- |
| 2005 | Let Loose Live     | escritor - 2 episodios                                                        |
| 2002 | Flipside           | escritor - 7 episodios                                                        |
| 2002 | Flipside           | compositor - 7 episodios - junto a sus hermanos Stephen Curry & Bernard Curry |
| 1998 | Dead Letter Office | departamento de arte                                                          |